# Ирдуган
Ирдуган (мар. Лемдыж; баш. Ирдуған) — деревня в Янаульском районе Республики Башкортостан Российской Федерации. Входит в состав Первомайского сельсовета.

## География

### Географическое положение
Находится на речке Шады. Расстояние до:
- районного центра (Янаул): 14 км,
- центра сельсовета (Сусады-Эбалак): 2 км,
- ближайшей ж/д станции (Янаул): 14 км.

## Топоним
Название, как пишет Словарь топонимов БАССР, восходит к антропониму Ирдуған. Имело форму посессива: Ирдуганова, Урдыганова. Другое название — Миндеш.

## История
Деревня основана по договору 1688 года о припуске ясачными марийцами, перешедшими впоследствии в сословие тептярей, на вотчинных землях башкир Уранской волости Осинской дороги. В 1795 году в ней проживало 110 человек.
В 1816 году здесь проживало 103 человека, в 1834 году в 18 дворах — 119 человек.
В 1842 году к деревне относилось 16 десятин усадьбы, 150 десятин пашни, 100 десятин сенокосных лугов. Жители деревни держали лошадей (83), коров (97), овец (101) и коз (49), одному человеку принадлежало 11 ульев пчёл. Имелась мельница.
Население на 1859 год — 213 человек.
В 1870 году в деревне Урдыганова 3-го стана Бирского уезда Уфимской губернии в 42 дворах — 208 человек (103 мужчины, 105 женщин), все марийцы. Жители занимались сельским хозяйством и лесным промыслом.
В 1896 году в деревне Ирдуганова (Мендыш) Новокыргинской волости IV стана Бирского уезда — 54 двора и 294 жителя (158 мужчин и 136 женщин).
В 1906 году — 303 человека, бакалейная лавка.
В 1920 году по официальным данным в деревне Черауловской волости было 70 дворов и 319 жителей (141 мужчина, 178 женщин), по данным подворного подсчета — 333 марийца и 4 русских в 73 хозяйствах.
В 1926 году деревня принадлежала Янауловской волости Бирского кантона Башкирской АССР.
В 1939 году население деревни составляло 330 жителей, в 1959 году — 288.
В 1982 году население — около 290 человек.
В 1989 году — 215 человек (103 мужчины, 112 женщин).
В 2002 году — 209 человек (111 мужчин, 98 женщин), марийцы (96 %).
В 2010 году — 221 человек (113 мужчин, 108 женщин).

## Население
| 2002 | 2009 | 2010 |
| ---- | ---- | ---- |
| 209  | ↗211 | ↗221 |

## Инфраструктура
Имеется начальная школа.

## Транспорт
Деревня доступна автотранспортом. Автодорога «Ирдуган — Новый Сусадыбаш» (идентификационный номер 80 ОП МЗ 80Н-578)